# فرقاط جزيرة الميلاد
فرقاطة أندروسي أو فرقاط جزيرة كريسماس (Fregata andrewsi) هي طائر من الطيور التي تنتمي إلى عائلة الفرقاطات، ذو ذيل بشكل شوكة، وجناحين بشكل مثلث حاد, وهي تستوطن جزيرة عيد الميلاد التي تقع في المحيط الهندي، وتشير التقديرات إلى أن عدد سكان هذه الأنواع سوف تنخفض بنسبة 80 ٪ في غضون 30 سنوات من الآن بسبب إدخالها في جزيرة حشرة مفترسة قوية، هي النملة المجنونة (Anoplolepis gracilipes) والتي قضت على كل حيوانات الجزيرة وهو من أكلي الدجاج.

## الوضع الراهن
يستوطن الطائر حاليا في جزيرة كريسميس، ويعشش في اربع مستوطنات فقط، في 2003 قدر عددالازواج بـ 1200 زوج، العدد الكلي للطيور البالغة ما بين 3600 و7200, تعداد هذا الطائر يعد قليل جدا وحاليا يتزاوج في مستوطنة صغيرة على جزيرة واحدة فقط.

## التوزيع
- أستراليا وجنوب شرق آسيا.